# Salvador (band)
Salvador is een Amerikaanse christelijke band afkomstig uit Austin (Texas). De band mengt in hun muziek Latijnse historie en pop.
De band begon met Art, Nic, en Josh Gonzales als deel van de band die verantwoordelijk was voor de aanbidding in hun huiskerk. De kerk was gevestigd ten noordoosten van Austin.

## Stijl
Na verloop van tijd is de muziekstijl van de band wat veranderd van pure Latijnse funk naar meer standaard popmuziek. Gedurende de liveshows probeert de band zo veel mogelijk hun pure up-tempo Latin-geluid te laten horen.

## Leden

### Huidige leden
- Nic Gonzales - zang, gitaar vocalen, gitaar
- Joshua Gonzales - basgitaar, zang
- Chris Bevins - keyboard, zang
- Herman Jimenez - trombone, zang
- Alejandro Santoyo - percussie
- Ben Cordonero - drums

### Vroegere leden
- Adrian Lopez
- Art Gonzales
- Eliot Torres
- Pablo Gabaldon
- Billy Griego
- Damian Martin
- Robert Acuna
- Chamo Lopez
- Joel Cavazos
- Joseph Cavazos
- Jared Solis

## Discografie
- Salvador (20 juni 2000)
- Into Motion (4 juni 2002)
- Con Poder (12 augustus 2003)
- Worship Live (23 september 2003)
- So Natural (9 november 2004)
- Que Tan Lejos Esta Cielo (26 juli 2005)
- Dismiss the Mystery (29 augustus 2006)
- Aware (29 april 2008)
- How Far Is Heaven: The Best of Salvador (3 februari 2009)
- Make Some Noise (2013)

## Prijzen
- 2004: Dove Award op de 35e jaarlijkse Gospel Music Awards.